# Molva macrophthalma
Espèce
Statut de conservation UICN

 LC  : Préoccupation mineure
La Lingue espagnole (Molva macrophthalma ), parfois improprement nommée « Julienne » (qui est normalement l'un des noms de la lingue bleue), est une espèce de poissons marins de la famille des Lotidae, pêchée et commercialisée depuis quelques décennies, bien que considérée comme de peu d'intérêt commercial.
Ce poisson dont le corps évoque la forme d'une lame épaisse n'a été décrit qu'au début du XIXe siècle car peu pêché en raison du fait qu'il vit à une assez grande profondeur. Il est pour cette raison d'ailleurs encore très mal connu. C'est une des nombreuses espèces de poissons dont les populations semblent en diminution depuis qu'on les pêche au chalut (fin des années 1970), le plus souvent sur les zones où les reproducteurs se rassemblent pour la ponte.
Remarque : dans certaines statistiques de pêche et sur les étals, cette lingue a été dans certaines zones confondue avec une espèce proche, qui lui ressemble : la lingue bleue.

## Description
- Corps en forme de lame épaisse
- taille ; au moins jusqu'à 108 cm (taille max déclarée)

## Habitat et répartition géographique
Son habitat est mal connu, mais ce poisson est régulièrement pêché dans les chaluts démersaux en zone subtropicale à assez grande profondeur. Il a été trouvé de 30 à 754 m de fond. Il est connu dans l'est-Atlantique jusqu'à l'Irlande et fréquente aussi l'ouest de la Méditerranée, au moins jusque dans l'est de la mer ionienne (de 388 à 754 m de profondeur).

Les scientifiques ne disposent néanmoins pas de données suffisantes pour préciser l’extension géographique de cette espèce et donc pour évaluer l'étendue des éventuels stocks de ce poisson.

## Pêche
La lingue espagnole a commencé à être significativement pêchée et commercialisée dans les années 1960.

## État des populations, pressions, menaces
L'âge des lingues espagnoles pêchées est très difficile à établir. En évaluer l'état des stocks halieutiques sur la base de la pyramide des âges des populations trouvées est donc encore impossible. Ce poisson est considéré par tous les experts (Ifremer, CIEM...) comme vulnérable à très vulnérable à la surexploitation par surpêche. Ses populations sont jugées peu résilientes (Il lui faut au moins 14 ans pour qu'il puisse doubler sa population (Preliminary K or Fecundity.)), pour plusieurs raisons au moins :
- sa croissance est lente
- il se reproduit tardivement
- il pourrait localement être exposé à des polluants diminuant ses capacités reproductrices (perturbateurs endocriniens, munitions immergées, déchets en mer...) La lingue espagnole est un poisson carnivore. Elle est donc plus sensible à la pollution (via la bioconcentration des polluants dans le réseau trophique) que les poissons se nourrissant d'algues ou de phytoplancton.

## Possible protection de l'espèce?
En 2008, quelle que soit la zone où elle est exploitée, l'espèce ne bénéficie pas de mesure de protection ni même d’objectif de gestion spécifique.
Les experts, selon l'Ifremer estimaient en 2006 qu'il fallait dans la plupart des cas stopper la pêche ciblant la lingue bleue (espèce proche), et quand elle est une prise accessoire, des fermetures temporaires (saisonnières) de pêche pourraient lui laisser le temps de commencer à reconstituer ses populations.